# Edmund Browne
Edmund Browne (nacido en 1937) es un exsindicalista irlandés.
Browne militó en el Sindicato Irlandés de Trabajadores del Transporte y Generales (ITGWU), y fue elegido vicepresidente en 1983, ganándole a Des Geraghty por un margen que sorprendió a sus partidarios.  En 1990, el ITGWU se fusionó con el Sindicato de Trabajadores de Irlanda para formar el SIPTU (Sindicato de Servicios, Industrial, Profesional y Técnico), y Browne fue elegido presidente general conjunto junto con Bill Attley. Attley más tarde se convirtió en Secretario General, y Browne ocupó el cargo en solitario hasta su jubilación en 1998.
Browne trabajó como Tesorero del Congreso Irlandés de Sindicatos (ICTU) de 1989 a 1995, y de 1997 a 1999 como Presidente del ICTU. 